# Výpraskový patent
Výpraskový patent (něm. Prügelpatent) bylo nařízení rakouského císaře z roku 1854, které posilovalo autoritu státní správy, včetně možnosti tělesných trestů.

## Charakteristika nařízení
Oficiálně se jednalo o Císařské nařízení, jímž se vydávají předpisy o výkonu opatření a nálezů politických a policejních úřadů, ze dne 20. dubna 1854 (kdy byl vydán jako nařízení císaře pod č. 96/1854 ř. z.) s archaickou alternativou tělesného trestu namísto vězení, byl z formálního hlediska normou trestního práva správního. Posiloval autoritu výkonných orgánů státní (zeměpanské) správy i výkonných článků samosprávy – zvláště obecní, které byly v rámci přenesené působnosti spoluvykonavateli vnitřní politiky státu. Předpis mj. procesně upravil vymáhání peněžitých sankcí, ale i povinných poplatků a dávek uložených občanům státními a obecními orgány. V § 8 obsahoval možnost použití příslušníků ozbrojených složek četnictva, policie, armády, při nuceném výkonu správních rozhodnutí. Četnická policejní nebo vojenská asistence byla uvedena rovněž při předvádění obeslaných, resp. předvolaných osob k jednání před úřady.
V ustanovení § 11 široce formuloval ochranu veřejného pořádku na veřejných místech. Jeho porušení bylo možno stíhat administrativní cestou, ukládat pořádkově tresty za projevy nespokojenosti s vládní politikou i za neuposlechnutí nařízení státních orgánů. Vedle administrativního trestu uloženého orgánem správním mohl být občan stíhán i soudně pro přestupek nebo přečin podle trestního zákoníku. Osoby pracující za denní nebo týdenní mzdu, služebnictvo, úředníci a tovaryši řemesel mohli být namísto vězení nebo k zostření trestu vězení potrestání tělesným trestem (výpraskem). Podobný trest hrozil také osobám, které odporovaly úředníkům nebo stráži při plnění jejich rozkazů, případně urazily, a to i písemně, úředníka nebo úřad. Patent posloužil absolutistickému režimu k zesílení policejního dozoru nad občany, vůči kterým dostal byrokratický státní aparát velmi široké pravomoci. 

## Rušení platnosti
Ustanovení § 11 umožňující tělesné trestání bylo zrušeno roku 1867, samotný patent byl v Československu zrušen k 30. červnu 1928; v Rakousku byl zrušen Uvozovacím zákonem k zákonu o správním řízení z roku 1991.